# Vrydagzynea pauciflora
Vrydagzynea pauciflora är en orkidéart som beskrevs av Johannes Jacobus Smith. Vrydagzynea pauciflora ingår i släktet Vrydagzynea och familjen orkidéer.

## Underarter
Arten delas in i följande underarter:
- V. p. pauciflora
- V. p. unistriata